# 小岛元太
小嶋元太（日语：／ Kojima Genta ?），是日本漫画和动画作品《名侦探柯南》中的虚构角色，少年侦探团的發起人及成员。命名來自已故的日本小說家小峰元。

## 人物
7岁，体重45公斤，就讀於东京都米花市帝丹小学一年B班，少年侦探团的創辦人；父亲是小島元次，家里经营「小島酒馆」。
個性頑皮活潑，也有充满正义感的一面。喜欢假面超人，非常爱吃鳗鱼饭；经常将事情往食物方面想，例如听到鉅額的款項时，會拿鳗鱼饭來比较。情感上，由於喜欢步美，所以对柯南有所排斥。
他很沒教養，曾爬到郵筒上看遊行，被指責後說“有什麼關係”，也曾在別人家東摸西碰，有次在停車場足球踢到一位外國人的后做出“關我甚麼事”的樣子，也時常將少年偵探團帶入危險之中。
在学校裡把自己的鞋柜改成接受委托的信箱，自認是偵探團的团长，並將江户川柯南視為手下，但幾乎每次都是由柯南指挥行动。其推理能力很差，有时与圆谷光彦和吉田步美做出不切实际的推理或较为誇張的想像，遭到柯南无奈的否定。

## 外部連結
- 小嶋 元太｜キャラクター｜名探偵コナン｜読売テレビ （日語）